# Oiran

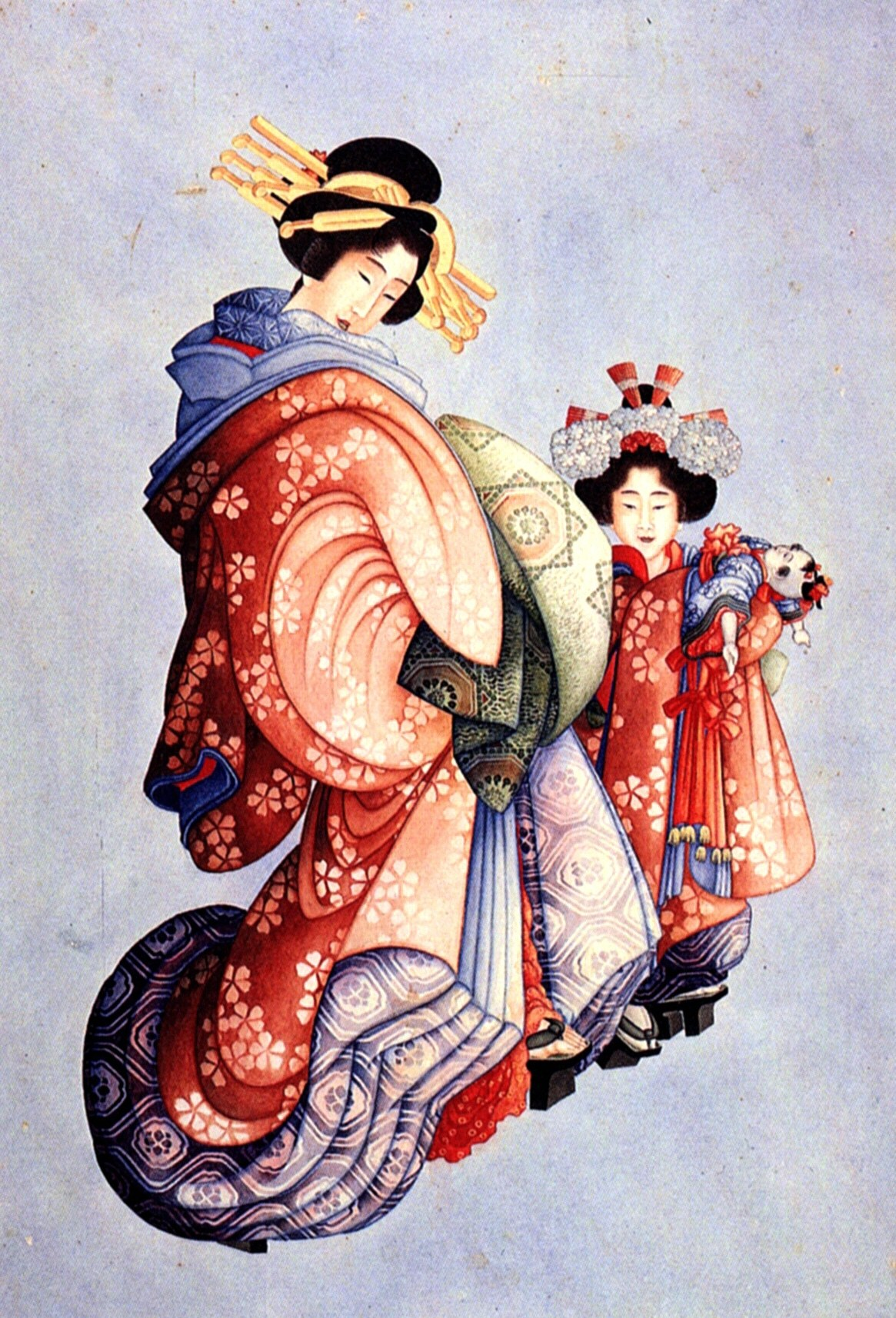
Una oiran y su kamuro, por Hokusai Katsushika.

Oiran (花魁?) es el vocablo japonés utilizado para referirse a una cortesana de alto rango en Japón. La palabra "oiran" consta de dos kanji, 花 que significa "flor", y 魁 cuyo significado es "líder" o "primera". Los aspectos culturales de la tradición de las oiran aún se preservan en la actualidad.

## Historia y evolución
La oiran surgió a principios del Período Edo (1600-1868), como parte de la política de control del gobierno Tokugawa. En aquel momento las leyes establecían la restricción de los burdeles en distritos especiales separados por muros a cierta distancia del centro de cada ciudad, denominados "barrios del placer". En las ciudades más populosas, existía una zona de burdeles en Shimawara en Kioto, Shimmachi en Osaka y en Edo (la presente Tokio), Yoshiwara. 
Estos crecieron rápidamente hasta convertirse en "cuarteles del placer" que ofrecían todo tipo de entretenimientos. El espacio público y privado estaban claramente diferenciados en la sociedad confuciana. El hombre pertenecía a lo público, y concebía la diversión separadamente de su esposa. Entre las aficiones de la burguesía o comerciantes de la época Tokugawa era común visitar los barrios de prostitutas. La práctica era totalmente lícita y sin ningún tipo de reproche social por la infidelidad del esposo. Todo lo contrario, el poder costearte los servicios de una oiran era prueba de buena economía y poder.
Con el paso del tiempo, las oiran pasaron a tener un estilo de vida aislado de la realidad, encerradas en los burdeles y dentro de un barrio dedicado al entretenimiento y al placer. En consecuencia, su cultura fue evolucionando hacia un alto nivel de etiqueta. Su lenguaje siguió siendo muy formal (tenían un vocabulario cortesano), ya que apenas salían de estos barrios. Pero esta situación, en lugar de atraer más clientes, poco a poco fue alejándolos. Un cliente corriente no podría pagar para obtener este tipo de servicios y, para disfrutar de ellos, debería tener un alto nivel cultural, ya que si no no disfrutaría de la misma manera de sus artes. 
Con la aparición de las geishas, además, la crisis de las oiran fue aún más grande. Las geishas quitaron el protagonismo de estas prostitutas, y cada vez más las geishas ganaban importancia. La última oiran de rango tayu se retiró en 1761.

## Servicios y actividades
Las oiran eran cortesanas de alto rango que desde pequeñas eran vendidas por sus padres a los burdeles y entrenadas para su profesión con un adiestramiento muy estricto y severo en el que no todas servían. 
Una oiran no solo era una simple prostituta instruida en el arte del placer sexual, además hacían un servicio de entretenimiento que incluía las artes del baile, la música, la caligrafía, la poesía y la conversación. Debían poseer además, un nivel intelectual que se consideraba esencial para una conversación sofisticada. Puede resultar sorprendente, pero por norma general, los clientes deseaban pasar más tiempo con entretenimientos artísticos en lugar de sexuales.
Pero no hay que olvidar que su mayor servicio era el sexual principalmente, para lo cual las instruían en la seducción, el placer sensual, los juegos eróticos y el coito. Se dice que desde que eran compradas, las entrenaban para tener una gran agilidad y destreza para adoptar toda clase de posturas sexuales.
Además, las oiran eran conocidas por su extraordinaria belleza totalmente fuera de lo común, pues solo aceptaban a las niñas más bellas, y si al crecer su belleza se deterioraba o no florecía como se esperaba, se la despachaba y se convertía en una simple prostituta vulgar, una hashi.
Estas mujeres eran conocidas como "destructoras de castillos" (keisei) debido a su atractivo sexual, concebidas con una belleza mítica, podrían destruir a un hombre tan fácilmente como cualquier ejército.

## Jerarquía

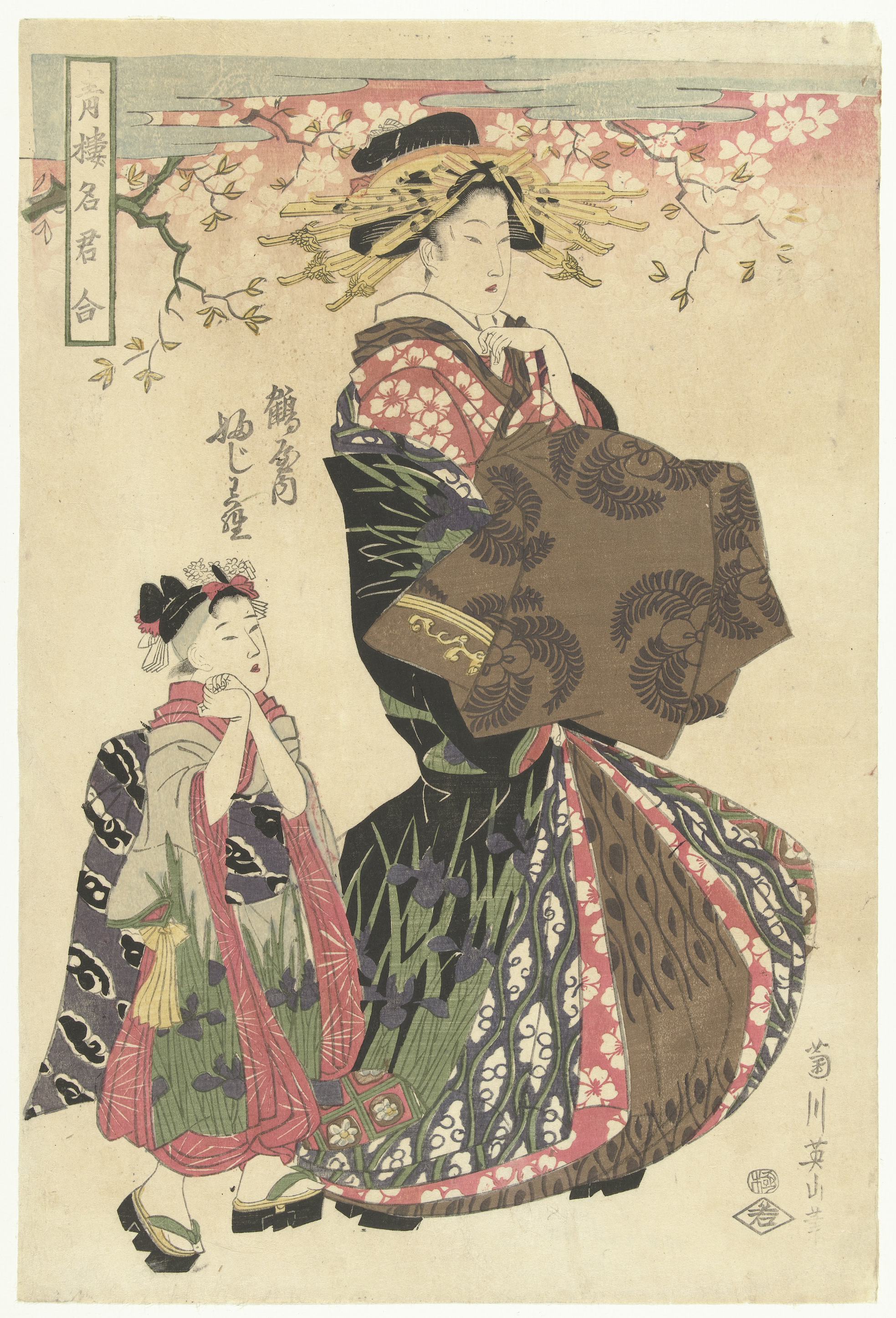
Kamuro

Entre las oiran había un rango jerárquico para cada cortesana. La herencia familiar no sustentaba ninguna distinción especial entre sus pares, ni tampoco la experiencia, sino que se medía de acuerdo a su belleza, carácter, educación en las artes y cultura.
El rango más alto para una oiran era la tayū (太夫 o 大夫?), la cortesana de los daimyō, y solo los más poderosos podían esperar una oportunidad para considerarse un cliente habitual.
Después le seguían las sancha y las umecha para los samuráis y burgueses adinerados, respectivamente. Más abajo estaban las zashikimochi (literalmente, "dueña del piso") y las heyamochi ("propietaria de la habitación").
Finalmente en el rango más bajo estaban las yuujo (遊女) y luego las oiran que fueron expulsadas, las hashi.
Una aprendiz de oiran se llamaba kamuro. Estas niñas de unos diez años, eran vendidas por sus padres a cambio de grandes cantidades de dinero, que, tras varios años de instrucción, ellas debían devolver al propietario del burdel trabajando como yuujo. Algunas de estas pequeñas eran hijas de las propias oiran. Las oiran firmaban un contrato y, hasta su vencimiento, permanecían confinadas al barrio. En Japón existió la trata de blancas; los traficantes de esclavas recorrían las zonas rurales para comprar niñas como futuras prostitutas, actividad que se prohibió en 1959, fecha en la que se declaró ilegal la práctica.
El resto de mujeres adultas (banto shinzo) que las acompañaban trabajaban como sus representantes. Normalmente eran mujeres ya retiradas de la profesión o no lo suficiente atractivas para ejercerla.

## Apariencia
El vestuario de una oiran era muy ornamentado y complejo. Llevaban múltiples capas de kimono bajo la capa exterior. El kimono que lucían se conoce con el nombre de uchikake hecho de seda, el cual también lo usan las mujeres comunes como vestido de novia. Muchas veces, para parecer que llevaban aún más capas de kimono, se ponían unos cuellos de kimono con varias telas. Los colores de sus kimonos eran muy brillantes, con diseños muy grandes. Solían tener bordados de animales como aves, o temas del Genji Monogatari. 
El obi o cinturón también era de seda, y de grandes dimensiones. El obi de una oiran se ataba siempre en la parte frontal, no en la trasera. Esta forma de atar el obi tiene su origen en la época en las que ellas ofrecían servicios sexuales. Atarse el obi por delante les permitía quitarse y ponerse el kimono en menos tiempo y además, esa era la práctica de las mujeres casadas, una oiran era, en cierta manera, "una esposa para la noche". 
El calzado consistía en unas geta de madera lacada en negro, con cintas de color rojo generalmente. Solían medir hasta unos 30 cm de altura. Por ello, cuando desfilaban por la calle, necesitaban un ayudante para que las sujetara. 
Por otro lado, se maquillaban la cara de blanco con cerusa (plomo) y se intentaba destacar el contorno de los ojos con un lápiz rojo. Solo se pintaban el labio inferior. El cuello se pintaba con tres rayas blancas. Además, en la parte superior de la frente, puede verse en algunas ocasiones que se hace una forma de V en la parte central, para dar forma de corazón a la cara. 
Los peinados de una oiran eran muy recargados. Solían tener siempre un peinado típico. Lo que caracterizaba a esta forma de peinarse era el gran recogido que se hacía en la parte trasera de la cabeza y una curva más exagerada que la de las geishas a los laterales de la cabeza. Además de ello, siempre llevaban muchos adornos. Solían llevar a partir de ocho adornos para el pelo. Los colores predominantes de estos adornos son el amarillo y el rojo.

## Diferencias entre unaoirany una geisha
Debido al parecido en la vestimenta, peinado y maquillaje de las oiran y de las geishas, y el hecho de que ambas profesiones requerían una sofisticada forma de ser, durante la Segunda Guerra Mundial, las oiran, particularmente en onsen, queriendo aprovechar el prestigio de las geishas se promocionaban de tal forma ante los turistas (japoneses y extranjeros).
Sin embargo hay claras diferencias entre una oiran y una geisha, no solo en apariencia, sino también en los servicios. Aunque las dos cultivaban el arte de la danza, la música, la caligrafía y la conversación entre otras artes, no debemos olvidar que las oiran eran prostitutas de lujo y sus servicios eran sexuales, mientras que el de las geishas era puramente entretenimiento. Dentro del cometido de la geisha podía producirse el flirteo o el coqueteo con los hombres, así como juegos de insinuaciones, sin embargo, los clientes sabían que no podían esperar nada más allá. Sin embargo el propósito de una oiran es proporcionar placer sexual, acompañado con entretenimientos como recitar versos, tocar instrumentos musicales, o mediante la conversación. Durante el período Edo, la prostitución era legal y las prostitutas, como las oiran, estaban autorizadas por el gobierno. Por el contrario, las geishas tenían estrictamente prohibida la prostitución, y estaba oficialmente prohibido que tuvieran relaciones sexuales con sus clientes. 
Físicamente se distinguía a una oiran de una geisha por distintos detalles en su indumentaria: la forma más fácil de distinguirlas era mediante el obi o cinturón. Las oiran anudaban sus obis al frente mientras que las geishas lo hacían a la espalda. Después, el kimono de una oiran siempre era de colores más llamativos que el de una geisha. Las getas de las oiran eran de una altura muy superior a las usadas por las geishas. Por otro lado el maquillaje de una oiran se diferenciaba del de una geisha en los labios, donde la geisha se pintaba los dos labios y una oiran solo el labio inferior, además de que la oiran se pintaba el cuello con tres rayas blancas, en vez de con dos como lo hacían las geishas. Por último, el recogido de una oiran en la parte trasera de la cabeza es más exagerado que el de las geishas en la curva y en los laterales. Además la oiran no usaban tabi o calcetines.
La equivocación de los servicios de las oiran y las geishas también fue fundamentado por Arthur Golden en su libro Memorias de una geisha, donde muchas de las vivencias de la protagonista (la geisha Sayuri) en su profesión relatadas por Golden, están equivocadas y erradas, como el mizuage (ritual donde una aprendiz pasa a ser una profesional), donde el autor narra que Sayuri subasta su virginidad al mejor postor para que la desflore, cuando dicho mizuage era en las oiran cuando una kamuro se convertía en yuujo. El mizuage de una maiko (aprendiz de geisha) a una geisha de verdad consistía en un pequeño ritual donde cambiaba el peinado, la vestimenta y el nombre.

## Laoiranen la actualidad
Actualmente, el oficio que desempeñaba una oiran original no se realiza. Solo perviven sus tradiciones culturales. Para rememorar esta figura desaparecida, cada año en Japón se realizan desfiles de oiran por las calles. Son mujeres que se dedican a aprender la cultura de estas cortesanas, pero también hay algunas mujeres y niñas que se ofrecen voluntarias para desfilar disfrazadas con ellas. Este desfile se conoce con el nombre de oiran-dochu.
El Bunsui Sakura Matsuri Oiran-Dōchū celebrado en Tsubame (Niigata), es un desfile muy importante. Es gratuito y en él desfilan las tres oiran que perviven hoy en día, llamadas Shinano, Sakura, y Bunsui. Se celebra en abril. Las oiran desfilan, como antaño, acompañadas por sus ayudantes y sirvientes. Siempre van por la calle de la mano de su sirviente (que es un hombre), que les ayuda a caminar. Este desfile también se conoce por el nombre de Echigo no yume-dochu.